# 小萼素馨
小萼素馨（学名：Jasminum microcalyx）是木犀科素馨属的植物。分布在越南以及中国大陆的广东、云南、海南、广西等地，生长于海拔800米的地区，常生长在山谷、疏林中以及灌丛中，目前尚未由人工引种栽培。